# 横须贺空袭
横须贺空袭为1945年7月18日太平洋战争尾声阶段美国海军发动的空袭行动，主要目标为日本横须贺海军工厂中的长门号战列舰，但工厂内的防空设施及其他战舰亦受袭击。美国海军及英国皇家海军亦对东京区域内的其他机场发动了空袭。
长门号的受损程度有限，但美军亦击沉了一艘驱逐舰、一艘潜艇和两艘护航船，并击损了五艘小型舰船。盟军亦称击毁了数节铁路机车和43架飞机，并击损了77架飞机。日方防空力量则击落了十二架美军飞机及两架英军飞机。

## 背景

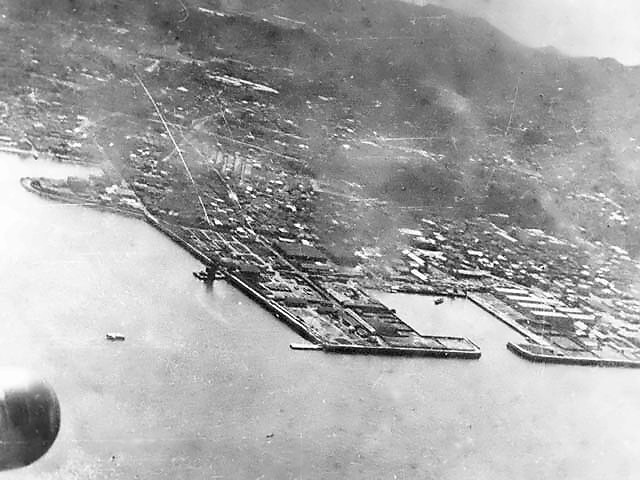
1942年4月杜立特空袭时拍摄的横须贺海军工厂

1945年7月，美国海军上将小威廉·海爾賽指挥美国第三舰队对日本目标进行了一系列空袭及海军炮击。攻击的执行者为第38特遣舰队，由约翰·S·麦凯恩中将指挥，包括九艘舰队航空母舰、六艘轻型航空母舰及其护航船，舰载飞机数量近一千架。7月10日，第38特遣舰队战机对东京附近的机场发动袭击，据称于地面击毁了340架日本飞机，于空中则击落了2架。由于日本飞机普遍处于后备状态，以待在盟军入侵时对其海军发动大规模自杀性袭击，日本空军对本次空袭没有做出任何回应。7月14日和15日第三舰队对北海道及北本州进一步发动袭击，击沉大量日本舰船并击毁25架日本飞机。此后美国战舰驶往南方，于7月16日同英国太平洋舰队第37特遣舰队会和。第37特遣舰队包括三架航空母舰及其护航船。
截至1945年7月，由于燃料不足且易受盟军飞机和潜艇袭击，大日本帝国海军大型战舰普遍无法出海。多数战舰均停泊于吴港海军基地及濑户内海其他地点，而长门号及数艘小型战舰则停泊于东京湾的横须贺海军工厂内。此时长门号繫泊于一西北向码头，通过迷彩进行掩护，使之不易讓敌方飞机发现。长门号的全部辅助武器及近一半防空武器均已拆卸并转移至附近山丘，用于保卫海军基地。战舰锅炉并未运作，但仍可自福川七号猎潜舰及码头上的辅助锅炉获取能源。潮号驱逐舰停泊于附近，装备25毫米防空炮，为长门号提供保护。
7月10日盟军对东京地区发动空袭，并于其间拍摄的照片中发现了长门号的停泊位置。7月16日，哈尔西与第37特遣舰队指挥官伯纳德·罗林斯中将会面，对东京区域空袭事宜进行进一步计划。哈尔西认为必须彻底摧毁日本海军剩余舰船，着重强调应当击沉长门号（长门号为1941年12月珍珠港事件中山本五十六的旗舰）。由于横须贺防守严密，第三舰队认为发动平直飞行鱼雷攻击将损失严重，由此决定转而采用俯冲轰炸策略。海军基地朝内陆方向为山地，俯冲轰炸的飞行路线相对受限。

## 袭击

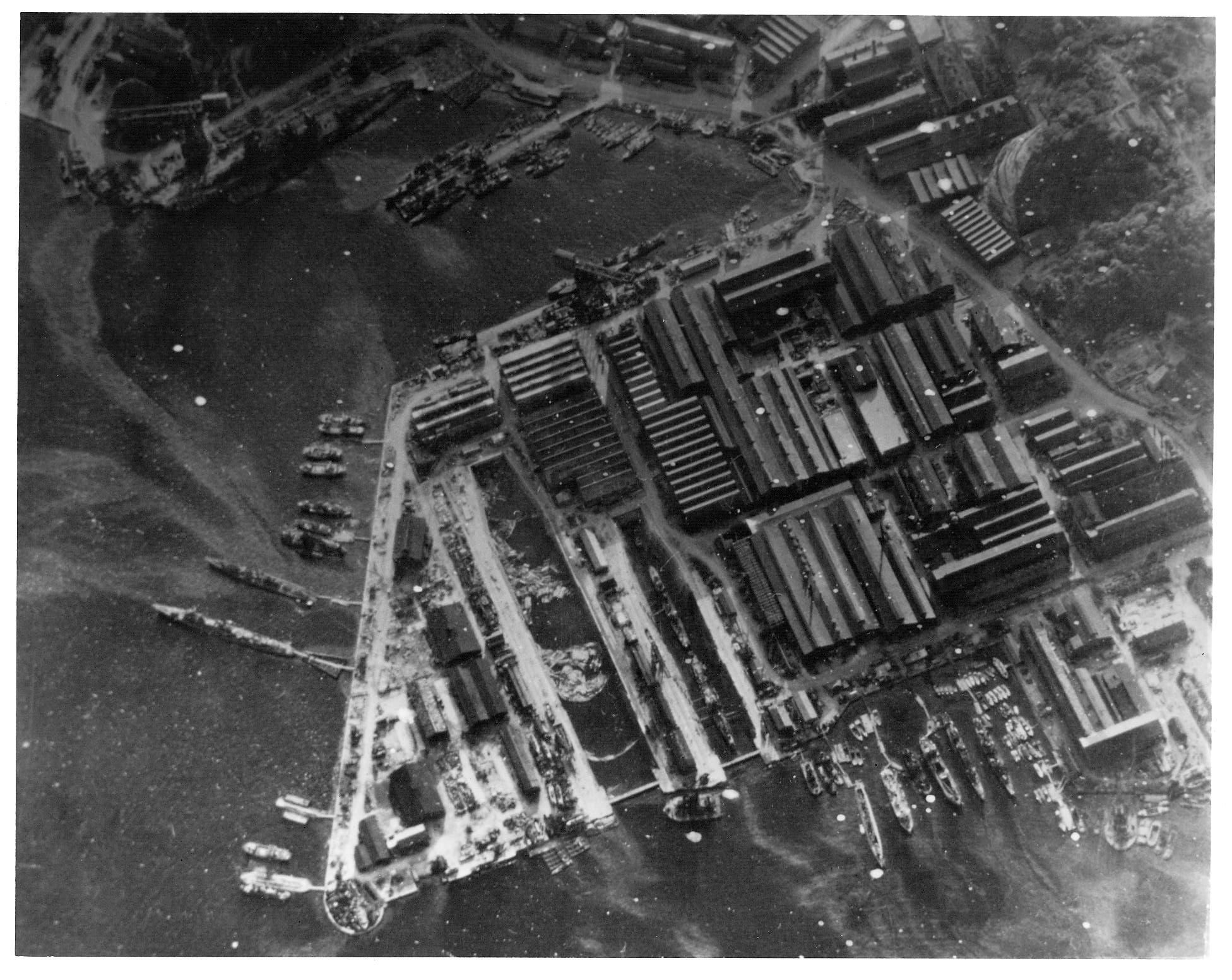
美国海军对横须贺海军工厂的侦察照，摄于1945年7月18日。长门号位于照片左上方。

7月17日，美国和英国海军对横须贺海军工厂及东京地区其他目标发动袭击。由于这一区域浓云密布，两轮空袭后行动被迫取消。飞抵东京地区的飞机对市区北部机场进行攻击，但成效有限。海军基地未受袭击，但美军战机飞越了基地，基地守军则做好了应对的准备。7月17日至18日夜，美军及英军舰船轰炸了日立市。
次日，盟军舰队驶往南方，寻找天气更佳更适宜飞行任务的区域。早晨天气转好，11时30分当日行动开始，第37特遣舰队的英军飞机派遣前往东京地区机场。由于胜利号航空母舰舰载燃料系统进水，仅能发动六架F4U海盗式战斗机，由此空袭规模相较计划大幅度缩减。第37特遣舰队首要任务为攻击横须贺海军工厂，首要目标则为长门号。少数美国飞机亦将对日本机场发动空袭。
7月18日下午3时30分，横须贺空袭正式开始。第一波美军飞机对基地附近的防空炮发动攻击，成功将之摧毁。第88飞行中队战机随即对长门号进行轰炸。总共三枚炸弹直接命中目标：一枚500磅普通炸弹击中战舰舰桥，击杀舰长大冢幹、主任参谋及至少九名日军人员；另一枚500磅炸弹击中军官食堂，击杀近22名海军官兵并摧毁四门25毫米火炮；一枚5英寸（130毫米）炮弹或火箭亦击中舰船，但并未爆炸。此外亦有60枚炸弹落于长门号附近港区，导致战舰双体船壳破裂，近2000吨海水渗入。4时10分空袭结束，长门号967名官兵中35人阵亡。日后估测称战舰蒙受轻度损坏。
美军飞机亦对横须贺的其他舰船发动了攻击。尚未完工的松型驱逐舰八重樱号断为两截并沉没；伊号第三百七十二潜舰也在攻勢中击毁，但其船员当时位于岸上，由此倖免于难。两艘护航船及一艘鱼雷艇亦遭击沉。除此之外，已经过时的矢风号驱逐舰及富士号和春日号训练舰亦在袭击中受损。福川七号及潮号虽停泊于长门号附近，所幸并未受损。英军及美军飞机对机场发动攻击，称击毁日军飞机43架，击伤77架。盟军飞行员亦称击毁了数节铁路机车。7月18日行动中盟军方损失12架美国海军飞机、两架英国皇家海军飞机及18名飞行员。长门号虽为主要目标却并未击沉，由此盟军飞行员深感失望。

## 事后

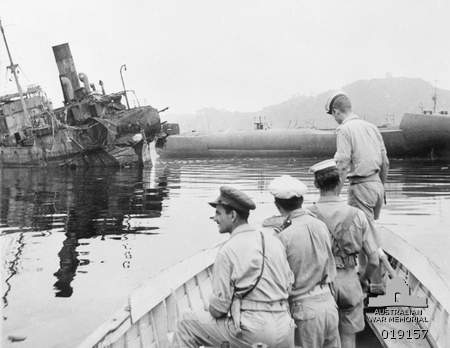
澳大利亚皇家海军人员对一艘击沉潜艇及击沉舰船进行检视。1945年9月摄。

在7月18日空袭之后，盟军舰队驶离日本以进行燃料补给。下一波空袭发生于7月24日、25日及28日，目标为吴港及濑户内海的日本海军主要基地。空袭击沉三艘战列舰、一艘航空母舰及多艘其他舰船，但盟军亦损失了133架飞机和102名飞行员。第三舰队及英国太平洋舰队对日本境内目标继续进行打击，直至1945年8月15日战争结束。
横须贺空袭之后，长门号船员将死者遗体搬离，并对战舰进行了程度有限的修复。船员亦放水入战舰压载箱，由此造成舰船已经沉没的假象。8月2日凌晨，长门号受命出海以迎击盟军，但在完成准备之前上级通知情报为假，由此任务取消。8月30日，长门号向美国海军投降。1946年7月1日与28日，长门号参加了于比基尼环礁进行的十字路口行动，为两次核武器测试的目标船只之一。7月29日至30日夜，长门号被核弹击沉。